# Symmerista corcova
Symmerista corcova är en fjärilsart som beskrevs av Jones 1912. Symmerista corcova ingår i släktet Symmerista och familjen tandspinnare. Inga underarter finns listade i Catalogue of Life.